# 雙管問題
雙管問題（英語：double-barreled question）或一題多問，有時也稱複合問題，是指在一個問題以合取（且）或析取（或）等方式組合多個子問題，卻只允許簡單的答案。當回答者只對雙管問題回答「是」或「否」時，無法確定回答者對每個子問題的確切想法。若無其他證據就把雙管問題的回答詮釋為其中一種觀點，則為謬誤。這種謬誤在問卷調查及詮釋時特別容易發生。

## 示例
例一
甲：小明是不是厲害的職業選手？
乙：不是。
甲：哦，所以小明是不厲害的職業選手……
此問題合取了「厲害」和「職業選手」兩個概念。當乙回答「否」時，他可能認為：一、小明是職業選手，但不厲害；二、小明不是職業選手，但很厲害；三、小明不是職業選手，也不厲害。甲斷定乙的回答為第一種想法，是為謬誤。
例二
甲：小可是不是帥哥？
乙：不是。
甲：所以，你覺得小可不帥。
此問題合取了「帥」和「哥」（男性）兩個概念。當乙回答「否」時，他可能認為：一、小可是男性，但不帥；二、小可不是男性，但打扮得很帥；三、小可不是男性，風格也不屬於帥。因此，除非甲確定乙已知小可是男性，否則甲斷定乙認為小可不帥是錯誤的推論。
例三
公投題目：「是否贊成我國加入世界金融組織以改善經濟？」，投票結果，反對票多於贊成票。評論者：「多數民眾認為沒有改善經濟的需要。」
此問題合併了「加入世界金融組織」與「改善經濟」兩個議題，投反對票的人可能認為：一、應加入世界金融組織，且不應改善經濟；二、不應加入世界金融組織，且應改善經濟；三、不應加入世界金融組織，且不應改善經濟。評論者擅自斷定反對者認為不應改善經濟（一、三），而漏了二的可能，是為謬誤。

## 相關概念
- 既定觀點問題：「複合問題」可指稱既定觀點問題或雙管問題，但兩者不同。既定觀點問題是問題中預設了某些前提，答者無論回答是或否都相當於承認這些前提；雙管問題是問題中合併了多個子命題，以致是或否的回答無法明確反映答者對每個子命題的觀點。
- 誘導性提問：誘導性提問是用手法操控使回答者傾向或不得不回答某個範圍的答案；雙管問題沒有操控回答者的思考範圍，但搭配對回答的不當詮釋，可能得到不恰當的結論。
- 假兩難推理：將問題的選項給限縮到兩個或少數幾個選項，但忽略其他可能性的謬誤。

## 外部連結
- （英文）Response Bias（页面存档备份，存于）